# 柳河子镇
柳河子镇，是中华人民共和国辽宁省辽阳市灯塔市下辖的一个乡镇级行政单位。

## 行政区划
柳河子镇下辖以下地区：
红旗沟村、银匠堡子村、棉花堡子村、前堡村、八家子村、瓜沟村、米家沟村、上柳河子村、下柳河子村、松树沟村、三家子村、砬子寺村、叶河沟村、上老君峪村和下老君峪村。